# Campeonato Sudamericano de Fútbol Sub-15 de 2017
El VIII Campeonato Sudamericano de Fútbol Sub-15 de 2017 fue un torneo que se llevó a cabo en Argentina durante el mes de noviembre. En el torneo participaron las diez selecciones afiliadas a la Conmebol más dos selecciones invitadas de la UEFA. Solo jugadores nacidos a partir del 1 de enero de 2002 son elegibles para el torneo. Este torneo iba a ser un clasificatorio para los Juegos Olímpicos de la Juventud de Buenos Aires 2018 entregando una plaza para dicho torneo, sin embargo el fútbol sala reemplaza al fútbol desde esa edición.
La selección Argentina fue el campeón del torneo al derrotar en la final a la selección de Brasil por 3-2, logrando su primer título en esta categoría.

## Reglas
Cada partido tiene una duración de 80 minutos, que consisten en dos mitades de 40 minutos cada una. Igualmente cada equipo podrá hacer hasta cinco sustituciones durante el partido. Se implementará, además, el sistema de exclusión temporal (8 minutos) para algunas situaciones, pero no para todas las amonestaciones (tarjetas amarillas) sino las relacionadas con: Comportamiento inapropiado; Simulación o impedir deliberadamente que el equipo adversario reanude el partido con rapidez; Desaprobación o, bien gestos o comentarios verbales inapropiados.

## Formato de juego
El formato del torneo será el siguiente: las doce selecciones participantes son divididas en dos grupos de seis selecciones cada una y se enfrentarán en un sistema de todos contra todos a una sola rueda, donde cada equipo jugará 5 partidos. Pasarán a la semifinal los dos primeros de cada grupo, posteriormente los ganadores de cada partido disputarán entre sí el partido por el campeonato. 

## Sedes
Las sedes confirmadas por la Asociación del Fútbol Argentino son las siguientes:
| S. J. del Bicentenario |                   |
| Capacidad: 25 000      |                   |
|                        |                   |
| Mendoza                |                   |
| Malvinas Argentinas    | V. A. Legrotaglie |
| Capacidad: 42 500      | Capacidad: 14 000 |
|                        |                   |

Detalle: La Conmebol realizó cambios en la programación de dos partidos previstos para el domingo 12 de noviembre, por la octava fecha. Dado que ese día se disputaría la semifinal de la Copa Argentina 2017 en el Estadio Malvinas Argentinas. El segundo y el tercer turno se jugó en el Estadio Víctor Antonio Legrotaglie, siendo esta, la única vez que se utilizó ese estadio para este torneo.

## Equipos participantes
En cursiva los equipos invitados y debutantes.

| Equipos participantes | Equipos participantes | Equipos participantes | Equipos participantes | Equipos participantes |
| --------------------- | --------------------- | --------------------- | --------------------- | --------------------- |
| Argentina             | Chile                 | Ecuador               | República Checa       |                       |
| Bolivia               | Colombia              | Paraguay              | Uruguay               |                       |
| Brasil                | Croacia               | Perú                  | Venezuela             |                       |

## Árbitros
La Comisión de Árbitros de la Conmebol designó una nómina de árbitros principales y asistentes para el certamen, la cual constará de 10 árbitros y 10 árbitros asistentes, uno por cada país participante.
| Árbitros - Fernando Espinoza - Ivo Méndez - Wagner Reway - Piero Maza - Andrés Rojas - Luis Quiroz - Arnaldo Samaniego - Joel Alarcón - Esteban Ostojich - Alexis Herrera |  | Asistentes - Julio Fernández y Maximiliano del Yesso - Edwar Saavedra y Reluy Vallejos - Alex Ribeiro y Cleberson Nascimento - Claudio Urrutia y Alejandro Molina - Sebastián Vela y Miguel Roldán - Ricardo Baren y Juan Aguiar - Roberto Cañete y José Cuevas - Michael Orué y Jesús Sánchez - Carlos Barreiro y Martín Soppi - Tulio Moreno y Alberto Ponte |

## Resultados
- Los horarios corresponden a la hora de Argentina (UTC-3).

### Primera fase
Los 12 equipos participantes en la primera fase se dividirán en 2 grupos de 6 equipos cada uno. Luego de una liguilla simple (a una sola rueda de partidos), pasarán a segunda ronda los equipos que ocupen las posiciones primera y segunda de cada grupo.
En caso de empate en puntos en cualquiera de las posiciones, la clasificación se determinará siguiendo en orden los siguientes criterios:
- Diferencia de goles.
- Cantidad de goles marcados.
- El resultado del partido jugado entre los empatados.
- Por sorteo.

El sorteo de los grupos se efectuó el 13 de octubre, donde se decidió que el Grupo A se jugará en San Juan y el Grupo B se jugará en Mendoza.

#### Grupo A
| Equipo          | Pts | PJ | PG | PE | PP | GF | GC | Dif |
| --------------- | --- | -- | -- | -- | -- | -- | -- | --- |
| Argentina       | 11  | 5  | 3  | 2  | 0  | 18 | 8  | +10 |
| Paraguay        | 9   | 5  | 3  | 0  | 2  | 13 | 8  | +5  |
| Chile           | 8   | 5  | 2  | 2  | 1  | 12 | 6  | +6  |
| Colombia        | 7   | 5  | 2  | 1  | 2  | 19 | 8  | +11 |
| Uruguay         | 6   | 5  | 1  | 3  | 1  | 13 | 7  | +6  |
| República Checa | 0   | 5  | 0  | 0  | 5  | 5  | 43 | -38 |

|  | Clasificado para la Fase final. |

| 5 de noviembre de 2017, 16:30 | Uruguay  | 1:1 (0:0) | Chile       | Estadio del Bicentenario, San Juan |                            |
|                               | Sosa 78' |           | Pizarro 49' | Árbitro(s): Alexis Herrera         | Árbitro(s): Alexis Herrera |

| 5 de noviembre de 2017, 18:45 | República Checa         | 2:7 (1:3) | Paraguay                                                               | Estadio del Bicentenario, San Juan |                         |
|                               | Vecheta 40' · Nízký 48' |           | Duarte 10' 58' 62' · Velázquez 35' · Torres 38' 52' (pen.) · Viera 72' | Árbitro(s): Luis Quiroz            | Árbitro(s): Luis Quiroz |

| 5 de noviembre de 2017, 21:00 | Argentina                                     | 3:2 (3:0) | Colombia                 | Estadio del Bicentenario, San Juan |                          |
|                               | Godoy 20' · Versaci 25' (pen.) · Palacios 31' |           | Arroyo 54' · Alegría 80' | Árbitro(s): Wagner Reway           | Árbitro(s): Wagner Reway |

| 7 de noviembre de 2017, 16:30 | Paraguay       | 2:3 (2:1) | Colombia            | Estadio del Bicentenario, San Juan |                          |
|                               | Duarte 18' 33' |           | Alegría 26' 74' 79' | Árbitro(s): Joel Alarcón           | Árbitro(s): Joel Alarcón |

| 7 de noviembre de 2017, 18:45 | Chile                                                                                    | 7:0 (5:0) | República Checa | Estadio del Bicentenario, San Juan |                        |
|                               | Sepúlveda 10' · Tapia 12' 26' · Arriagada 24' · Pérez 33' · Cisterna 49' · Cartagena 76' |           |                 | Árbitro(s): Ivo Méndez             | Árbitro(s): Ivo Méndez |

| 7 de noviembre de 2017, 21:00 | Argentina       | 2:2 (2:1) | Uruguay                          | Estadio del Bicentenario, San Juan |                         |
|                               | Zeballos 6' 13' |           | Gutiérrez 25' (pen.) · Arezo 44' | Árbitro(s): Luis Quiroz            | Árbitro(s): Luis Quiroz |

| 9 de noviembre de 2017, 16:30 | Colombia   | 1:1 (1:0) | Uruguay   | Estadio del Bicentenario, San Juan |                            |
|                               | Arroyo 25' |           | Arezo 48' | Árbitro(s): Alexis Herrera         | Árbitro(s): Alexis Herrera |

| 9 de noviembre de 2017, 18:45 | Paraguay               | 2:0 (1:0) | Chile | Estadio del Bicentenario, San Juan |                          |
|                               | López 34' · Duarte 51' |           |       | Árbitro(s): Wagner Reway           | Árbitro(s): Wagner Reway |

| 9 de noviembre de 2017, 21:00 | Argentina                                                                           | 8:2 (4:2) | República Checa     | Estadio del Bicentenario, San Juan |                          |
|                               | Palacios 3' · Benítez 20' 47' · Krilanovich 32' · Sforza 33' 66' · Zeballos 61' 70' |           | Kozel 25' · Šíp 36' | Árbitro(s): Joel Alarcón           | Árbitro(s): Joel Alarcón |

| 11 de noviembre de 2017, 16:30 | Uruguay | 0:2 (0:0) | Paraguay       | Estadio del Bicentenario, San Juan |                          |
|                                |         |           | Duarte 56' 75' | Árbitro(s): Joel Alarcón           | Árbitro(s): Joel Alarcón |

| 11 de noviembre de 2017, 18:45 | Colombia                                                                                         | 12:0 (7:0) | República Checa | Estadio del Bicentenario, San Juan |                          |
|                                | Alegría 2' 22' 38' 42' 48' · Arroyo 2' 11' 27' · Mosquera 41' · Mena 44' · Saer 78' · Cuesta 80' |            |                 | Árbitro(s): Wagner Reway           | Árbitro(s): Wagner Reway |

| 11 de noviembre de 2017, 21:00 | Argentina                    | 2:2 (1:1) | Chile                     | Estadio del Bicentenario, San Juan |                        |
|                                | Flores 12' · Krilanovich 61' |           | Sepúlveda 38' · Tapia 68' | Árbitro(s): Ivo Méndez             | Árbitro(s): Ivo Méndez |

| 13 de noviembre de 2017, 16:30 | Chile                            | 2:1 (0:0) | Colombia    | Estadio del Bicentenario, San Juan |                         |
|                                | Tapia 49' (pen.) · Arriagada 77' |           | Alegría 80' | Árbitro(s): Luis Quiroz            | Árbitro(s): Luis Quiroz |

| 13 de noviembre de 2017, 18:45 | República Checa | 1:9 (0:5) | Uruguay                                                                | Estadio del Bicentenario, San Juan |                        |
|                                | Karabec 73'     |           | Ocampo 2' 40' · Gutiérrez 11' 13' 75' · Arezo 21' 44' 49' · Alonso 56' | Árbitro(s): Ivo Mendez             | Árbitro(s): Ivo Mendez |

| 13 de noviembre de 2017, 21:00 | Argentina                     | 3:0 (1:0) | Paraguay | Estadio del Bicentenario, San Juan |                            |
|                                | Zeballos 17' · Orozco 55' 78' |           |          | Árbitro(s): Alexis Herrera         | Árbitro(s): Alexis Herrera |

#### Grupo B
| Equipo    | Pts | PJ | PG | PE | PP | GF | GC | Dif |
| --------- | --- | -- | -- | -- | -- | -- | -- | --- |
| Brasil    | 15  | 5  | 5  | 0  | 0  | 17 | 1  | +16 |
| Perú      | 8   | 5  | 2  | 2  | 1  | 8  | 7  | +1  |
| Ecuador   | 8   | 5  | 2  | 2  | 1  | 7  | 6  | +1  |
| Venezuela | 5   | 5  | 1  | 2  | 2  | 5  | 7  | -2  |
| Bolivia   | 4   | 5  | 1  | 1  | 3  | 8  | 16 | -8  |
| Croacia   | 1   | 5  | 0  | 1  | 4  | 4  | 12 | -8  |

|  | Clasificado para la Fase final. |

| 6 de noviembre de 2017, 16:30 | Ecuador | 0:0 | Venezuela | Estadio Malvinas Argentinas, Mendoza |  |
|                               |         |     |           | Árbitro(s): Esteban Ostojich         |  |

| 6 de noviembre de 2017, 18:45 | Croacia | 0:3 (0:2) | Perú                      | Estadio Malvinas Argentinas, Mendoza |                               |
|                               |         |           | Ruíz 12' 80' · Cavero 28' | Árbitro(s): Fernando Espinoza        | Árbitro(s): Fernando Espinoza |

| 6 de noviembre de 2017, 21:00 | Brasil                                                                    | 5:0 (1:0) | Bolivia | Estadio Malvinas Argentinas, Mendoza |                          |
|                               | Cadú 31' · Fonseca 47' · Peglow 54' · Gabriel Vieira 70' · Kaio Jorge 75' |           |         | Árbitro(s): Andrés Rojas             | Árbitro(s): Andrés Rojas |

| 8 de noviembre de 2017, 16:30 | Perú                                              | 4:1 (2:1) | Bolivia    | Estadio Malvinas Argentinas, Mendoza |                               |
|                               | Cavero 18' · De La Cruz 38' · Ruiz 48' · Celi 63' |           | Araujo 20' | Árbitro(s): Arnaldo Samaniego        | Árbitro(s): Arnaldo Samaniego |

| 8 de noviembre de 2017, 18:45 | Venezuela                      | 2:1 (1:1) | Croacia     | Estadio Malvinas Argentinas, Mendoza |                        |
|                               | Pérez 16' · Cordero 65' (pen.) |           | Sarinic 34' | Árbitro(s): Piero Maza               | Árbitro(s): Piero Maza |

| 8 de noviembre de 2017, 21:00 | Brasil                              | 2:0 (1:0) | Ecuador | Estadio Malvinas Argentinas, Mendoza |                               |
|                               | Reinier Jesus 15' · Bittencourt 47' |           |         | Árbitro(s): Fernando Espinoza        | Árbitro(s): Fernando Espinoza |

| 10 de noviembre de 2017, 16:30 | Bolivia                    | 2:3 (1:3) | Ecuador                           | Estadio Malvinas Argentinas, Mendoza |                          |
|                                | Zeballos 36' · Briceño 79' |           | Mina 10' · Pluas 12' · Romero 41' | Árbitro(s): Andrés Rojas             | Árbitro(s): Andrés Rojas |

| 10 de noviembre de 2017, 18:45 | Perú | 0:0 | Venezuela | Estadio Malvinas Argentinas, Mendoza |  |
|                                |      |     |           | Árbitro(s): Esteban Ostojich         |  |

| 10 de noviembre de 2017, 21:00 | Brasil                             | 2:0 (1:0) | Croacia | Estadio Malvinas Argentinas, Mendoza |                                |
|                                | Peglow 41' · Kaio Jorge 67' (pen.) |           |         | Árbitro(s): Fernando Echenique       | Árbitro(s): Fernando Echenique |

| 12 de noviembre de 2017, 16:30 | Ecuador    | 1:1 (1:0) | Perú     | Estadio Víctor Antonio Legrotaglie, Mendoza |                               |
|                                | Acosta 31' |           | Celi 67' | Árbitro(s): Arnaldo Samaniego               | Árbitro(s): Arnaldo Samaniego |

| 12 de noviembre de 2017, 16:30 | Bolivia                 | 2:2 (0:1) | Croacia           | Estadio Malvinas Argentinas, Mendoza |                           |
|                                | Flores 48' · Romero 79' |           | Saranic · Barisic | Árbitro(s): Facundo Tello            | Árbitro(s): Facundo Tello |

| 12 de noviembre de 2017, 21:00 | Brasil                                           | 3:1 (2:0) | Venezuela | Estadio Víctor Antonio Legrotaglie, Mendoza |                        |
|                                | Kaká 25' · Reinier Jesus 40' · Ivonei Junior 70' |           | Peña 72'  | Árbitro(s): Piero Maza                      | Árbitro(s): Piero Maza |

| 14 de noviembre de 2017, 16:30 | Venezuela           | 2:3 (0:2) | Bolivia                               | Estadio Malvinas Argentinas, Mendoza |                               |
|                                | Pérez 50' · Paz 68' |           | Araujo 25' · Romero 34' · Briceño 80' | Árbitro(s): Arnaldo Samaniego        | Árbitro(s): Arnaldo Samaniego |

| 14 de noviembre de 2017, 18:45 | Croacia            | 1:3 (0:0) | Ecuador                    | Estadio Malvinas Argentinas, Mendoza |                        |
|                                | Barisic 60' (pen.) |           | Morán 47' · Romero 57' 77' | Árbitro(s): Piero Maza               | Árbitro(s): Piero Maza |

| 14 de noviembre de 2017, 21:00 | Brasil                                                                  | 5:0 (4:0) | Perú | Estadio Malvinas Argentinas, Mendoza |                               |
|                                | Diego Gabriel 1' · Peglow 9' · Gabriel Silva 19' 47' · Pedro Arthur 24' |           |      | Árbitro(s): Fernando Espinoza        | Árbitro(s): Fernando Espinoza |

## Fase final
|  | Semifinales                | Semifinales |                            |   | Final | Final |
|  |                            |             |                            |   |       |       |
|  | 17 de noviembre - San Juan |             |                            |   |       |       |
|  |                            |             |                            |   |       |       |
|  | Argentina                  | 4           |                            |   |       |       |
|  | Argentina                  | 4           | 19 de noviembre - San Juan |   |       |       |
|  | Perú                       | 1           |                            |   |       |       |
|  | Perú                       | 1           | Argentina                  | 3 |       |       |
|  | 17 de noviembre - Mendoza  |             | Argentina                  | 3 |       |       |
|  |                            | Brasil      | 2                          |   |       |       |
|  | Brasil                     | Brasil      | 2                          | 2 |       |       |
|  | Brasil                     |             |                            | 2 |       |       |
|  | Paraguay                   | 1           |                            |   |       |       |
|  | Paraguay                   | 1           |                            |   |       |       |

### Semifinales
| 17 de noviembre de 2017, 19:00 | Brasil                        | 2:1 (2:0) | Paraguay   | Estadio Malvinas Argentinas, Mendoza |                              |
|                                | Peglow 5' · Diego Gabriel 36' |           | Duarte 45' | Árbitro(s): Esteban Ostojich         | Árbitro(s): Esteban Ostojich |

| 17 de noviembre de 2017, 21:00 | Argentina                                      | 4:1 (2:1) | Perú        | Estadio del Bicentenario, San Juan |                         |
|                                | Godoy 23' 40' (pen.) · Sforza 51' · Amione 59' |           | Huayhua 25' | Árbitro(s): Luis Quiróz            | Árbitro(s): Luis Quiróz |

### Final
| 19 de noviembre de 2017, 18:45 | Argentina                             | 3:2 (1:2) | Brasil                             | Estadio del Bicentenario, San Juan |                            |
|                                | Palacios 43' · Godoy 46' · Amione 74' |           | Kaio Jorge 33' · Flores 42' (a.g.) | Árbitro(s): Alexis Herrera         | Árbitro(s): Alexis Herrera |

| Bandera de Argentina |
| Campeón Argentina    |
| 1.er título          |

## Estadísticas

### Tabla general
| Pos. | Equipo          | Pts | PJ | PG | PE | PP | GF | GC | Dif | Rend. |
| ---- | --------------- | --- | -- | -- | -- | -- | -- | -- | --- | ----- |
| 1    | Argentina       | 17  | 7  | 5  | 2  | 0  | 25 | 11 | +14 | 80%   |
| 2    | Brasil          | 18  | 7  | 6  | 0  | 1  | 21 | 5  | +16 | 85%   |
| 3    | Paraguay        | 9   | 6  | 3  | 0  | 3  | 14 | 10 | +4  | 50%   |
| 4    | Perú            | 8   | 6  | 2  | 2  | 2  | 9  | 11 | -2  | 44%   |
| 5    | Chile           | 8   | 5  | 2  | 2  | 1  | 12 | 6  | +6  | 53%   |
| 6    | Ecuador         | 8   | 5  | 2  | 2  | 1  | 7  | 6  | +1  | 53%   |
| 7    | Colombia        | 7   | 5  | 2  | 1  | 2  | 19 | 8  | +11 | 47%   |
| 8    | Uruguay         | 6   | 5  | 1  | 3  | 1  | 13 | 7  | 6   | 40%   |
| 9    | Venezuela       | 5   | 5  | 1  | 2  | 2  | 5  | 7  | -2  | 33%   |
| 10   | Bolivia         | 4   | 5  | 1  | 1  | 3  | 8  | 16 | -8  | 27%   |
| 11   | Croacia         | 1   | 5  | 0  | 1  | 4  | 4  | 12 | -8  | 8%    |
| 12   | República Checa | 0   | 5  | 0  | 0  | 5  | 5  | 43 | -38 | 0%    |

### Goleadores
| Jugador               | Selección | Goles |
| --------------------- | --------- | ----- |
| Juan Alegría          | Colombia  | 10    |
| Diego Duarte          | Paraguay  | 9     |
| Exequiel Zeballos     | Argentina | 5     |
| Andrés Arroyo         | Colombia  | 5     |
| Matías Arezo          | Uruguay   | 5     |
| Gonzalo Tapia         | Chile     | 4     |
| Juan Manuel Gutiérrez | Uruguay   | 4     |
| Peglow                | Brasil    | 4     |
| Kaio Jorge            | Brasil    | 4     |
| Matías Godoy          | Argentina | 4     |

## Transmisión
Argentina: TNT Sports-Gobierno de San Juan
 Bolivia: Tigo Sports-GolTV
 Colombia: Gol Caracol
 Ecuador: CNT Sports-GolTV
 Paraguay: Tigo Sports-GolTV
 Uruguay: GolTV-VTV